# Kistamási
Kistamási község Baranya vármegyében, a Szigetvári járásban.

## Fekvése
Szigetvár vonzáskörzetében helyezkedik el, a város központjától légvonalban mintegy 7, közúton 11 kilométerre délnyugati irányban. A szomszédos települések: észak felől Nemeske, északkelet felől Molvány, dél felől Gyöngyösmellék, délnyugat felől pedig Pettend.

### Megközelítése
Csak közúton közelíthető meg, a 6-os főútról Nemeske-Görösgalnál letérve, az 58 109-es számú mellékúton (ez az út innen még továbbvezet Pettend központjáig).

## Története
Kistamási a fennmaradt hagyományok szerint csak a tatárjárás után települt. Lakói mindvégig magyarok voltak.
A török időkben sem néptelenedett el.
A Rákóczi-szabadságharc alatt a falu elnéptelenedett, de hamarosan újranépesült magyar lakossággal.
2018-ban 27,43 százalékos volt a munkanélküliségi ráta.

## Közélete

### Polgármesterei
- 1990–1994: Id. Szász József (független)[4]
- 1994–1998: Magda Géza (független)[5]
- 1998–2002: Bogdán József (független)[6]
- 2002–2006: Id. Bagoly Jánosné (független)[7]
- 2006–2010: Id. Bagoly Jánosné (független)[8]
- 2010–2014: Bagoly Jánosné (független)[9]
- 2014–2019: Bagoly Jánosné (független)[10]
- 2019–2019: Bagoly Jánosné (független)[11]
- 2020–2024: Vástyán Lajosné (független)[12]
- 2024– : Vástyán Lajosné (független)[1]

A településen 2020. február 9-én időközi polgármester-választást tartottak, mert az előző polgármester nem sokkal a 2019. októberi újraválasztása után, november 3-án elhunyt.

## A népesség alakulása
A helyi önkormányzat adatai szerint:
| Év    | Lakosok száma |
| ----- | ------------- |
| 1930. | 300 fő        |
| 1960. | 188 fő        |
| 2003. | 144 fő        |
| 2004. | 150 fő        |
| 2006. | 136 fő        |

| Lakosok száma | 121  | 118  | 111  | 93   | 114  | 115  | 114  | 112  |
|               | 2013 | 2014 | 2015 | 2019 | 2021 | 2022 | 2023 | 2024 |

A 2011-es népszámlálás során a lakosok 79%-a magyarnak, 22,7% cigánynak, 0,8% horvátnak mondta magát (21% nem nyilatkozott; a kettős identitások miatt a végösszeg nagyobb lehet 100%-nál). A vallási megoszlás a következő volt: római katolikus 53,8%, református 10,1%, felekezeten kívüli 13,4% (21,8% nem nyilatkozott).
2022-ben a lakosság 68,7%-a vallotta magát magyarnak, 33,9% cigánynak, 0,9% németnek, 0,9% horvátnak (17,4% nem nyilatkozott; a kettős identitások miatt a végösszeg nagyobb lehet 100%-nál). Vallásuk szerint 12,2% volt római katolikus, 6,1% református, 6,1% felekezeten kívüli (75,7% nem válaszolt).

## Nevezetességei
- Református temploma 1857-ben épült.